# الدخول الامريكي البري إلى كندا

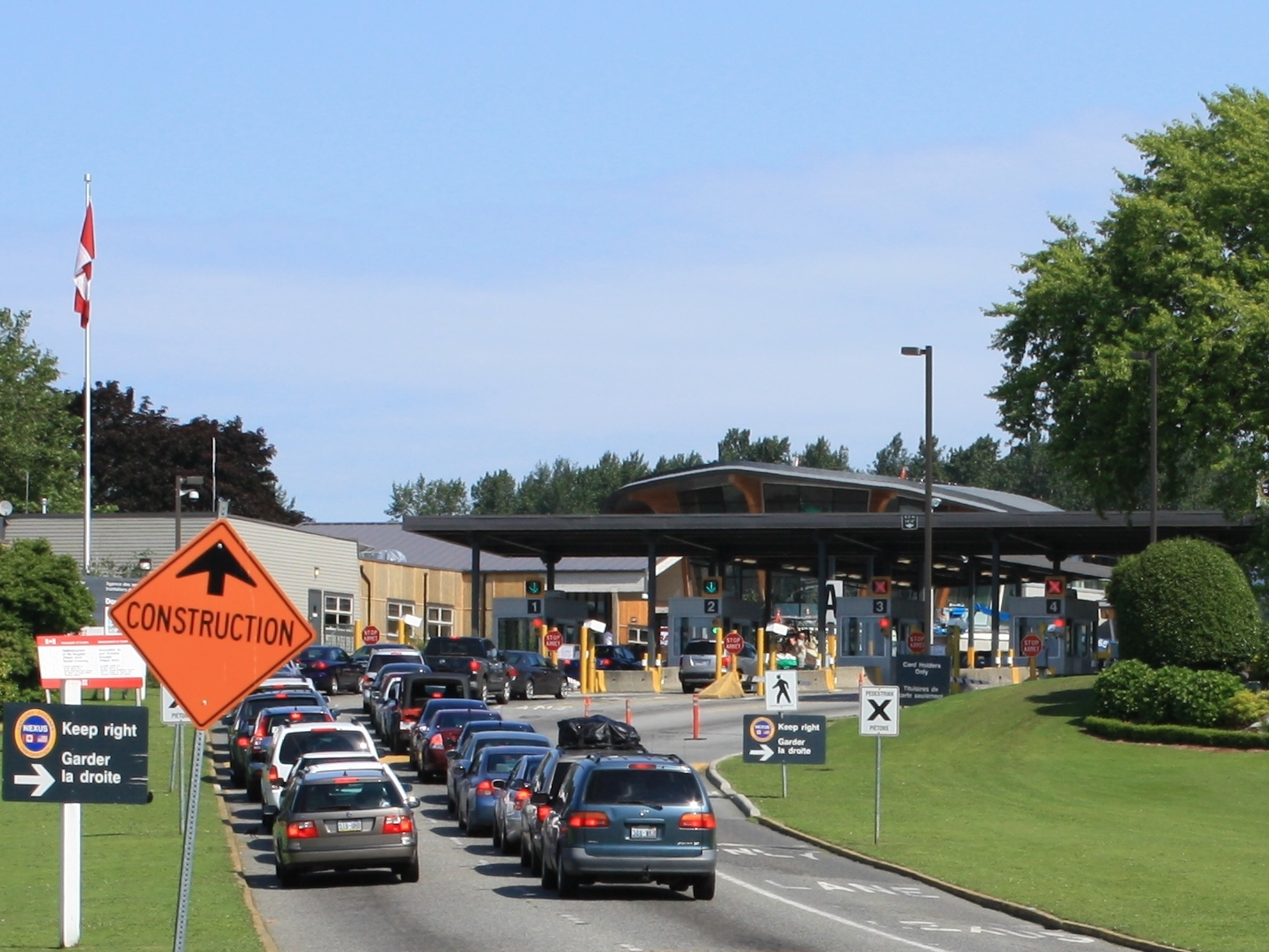
السيارات التي تقترب من الجمارك الكندية في ساري، كولومبيا البريطانية في كندا من بلين، واشنطن في الولايات المتحدة.

يتعين على المواطنين الأمريكيين والمقيمين الدائمين الذين يدخلون كندا برّاً ، جوّاً أو بحراً امتلاك الوثائق اللازمة ، بالإضافة لمجموعة معايير أخرى قبل أن يسمح لهم بالدخول إلى كندا. وبالتالي، يجب على المسافرين أيضا تلبية متطلبات إعادة الدخول في الولايات المتحدة في نهاية زيارتهم.

## دخول الزائر إلى كندا
يتم تحديد الدخول إلى كندا فقط من قبل مسؤولي
(وكالة خدمات الحدود الكندية)(CBSA) وفقًا للقانون الكندي. وفيما يلي بعض الشروط اللازمة لدخول كندا :
(1)يجب على الزائرين الحصول على وثائق السفر الضرورية وأن يكونوا بصحة جيدة . (2) يجب عليهم إقناع موظف الهجرة بصلاتهم ببلدهم الأصلي (إذا طُلِبَ منهم ذلك) ، مثل الوظيفة والمنزل والأُسْرَة. (3) يجب عليهم أيضًا إقناع الضابط بأنهم سيغادرون كندا عند انتهاء زيارتهم. (4) بالإضافة إلى ماسبق ، يجب أن يكون لديهم نقود كافية لإقامتهم ، وجميع العناصر اللازمة لفرد ما حتى يتمكن من السفر إلى كندا والعودة إلى الولايات المتحدة الأمريكية ، على سبيل المثال : السيارة التي يسافر بها إن كان مُسافِر برّاً ، والتي حتماً ستخضع للتفتيش من قبل وكالة خدمات الحدود الكندية.
[1]

## الوثائق المطلوبة
يشترط القانون الكندي أن يحمل جميع الأشخاص الذين يدخلون كندا إثباتاً للجنسية ، حيث يجب على المسافر  أن يمتلك مايلي : 
(1)جواز سفر أمريكي نافذ  أو بطاقة جواز سفر.(2) بالإضافة إلى ذلك شهادة الميلاد ، أو شهادة التجنس ، أو شهادة الجنسية ، أو أيّة وثيقة أخرى تثبت الجنسية الأمريكية. (3) بطاقة هوية تحمل صورة صادرة عن الحكومة [وتعتبر رخصة القيادة مقبولة في هذه الحالة. على الرغم من ذلك يمكن أن تكون المستندات المطلوبة للعودة إلى الولايات المتحدة أكثر تقييداً (مثال : شهادة الميلاد ومعرف الصورة غير كافيين في حال العودة إلى الولايات المتحدة. ) >>وفي القسم أدناه شرح بسيط عن تسهيلات للعائدين من كندا إلى الولايات المتحدة.<<
تم إصدار رخصة القيادة المحسّنة (EDL) ، الصادرة حاليًا من ولايات : ميشيغان و مينيسوتا و نيويورك و فيرمونت و واشنطن ، خصيصًا لتلبية متطلبات مبادرة السفر في نصف الكرة الغربي (WHTI) لإعادة دخول الولايات المتحدة عبر حدود برية أو مائية.

### برنامجنيكسوس و برنامج فاست NEXUS/FAST
برنامج NEXUS :هو برنامج مشترك بين الولايات المتحدة وكندا للمسافرين منخفضي الخطورة الموافق عليهم مُسبقاً ، و يتطلب فحصاً شاملاً للخلفية وإجراء مقابلة وجهاً لوجه مع مسؤولي الحدود في كلا البلدين.
برنامج FAST
(Free And Secure Trade) (التجارة الحرة والآمنة).
هو برنامج مشترك بين وكالة خدمات الحدود الكنديّة (CBSA) و بين إدارة الجمارك الأمريكية وحماية الحدود (U.S. CBD). ويهدف FAST إلى تحسين سلسلة أمان الحدود و التبادل التجاري عبرها ، و ذلك عن طريق جعل تبادل الشحنات التجارية عبر الحدود أبسط وتخضع لتأخيرات أقل.
يعمل البرنامج من خلال إتاحة الفرصة لمن يريد من المواطنين الكنديين أو الأمريكيين للتسجيل فيه والحصول على بطاقة عضوية خاصة بالبرنامج يمكنهم استعمالها كبديل لجواز السفر عند دخولهم  الأراضي الأمريكية برّاً أو بحراً ، بينما يبقى المقيمين الدائمين في كندا أو أمريكا بحاجة جواز سفر و فيزا صالحة للدخول إلى الأراضي الأمريكية .
استخدام FAST للدخول إلى الأراضي الكندية :
توفّر وكالة CBSA للأعضاء المنتسبين إلى برامج التُجَّار والمتداولين الموثوق بهم إمكانية الدخول إلى الأراضي الكندية عبر ممرات FAST المُخصّصة وأكشاكه الموجودة على نقاط المرور الخاصة بالدخول المُعجَّل إلى الحدود . بالإضافة إلى ذلك لتتمكّن الناقلات و الحاملات من العبور عبر ممرات FAST عليهم أن يكونوا حاصلين على تخويل و موافقة بموجب برنامج PIP  أو  بموجب برنامج CSA وبرنامج PIP سويّةً. و يجب أن يمتلك السائقين بطاقة FAST سارية المفعول أو بطاقة CDRP (برنامج تسجيل السائقين التجاريين) والتي تعني
(Commercial Driver Registration Program).

## القاصرون 15 وتحت التحرير
يحتاج الأطفال دون سن 16 عامًا إلى تقديم إثبات الجنسية الأمريكية فقط. [1] ومع ذلك ، فمن المستحسن أن يتم تحديد هوية الأطفال على أي حال. [5] يحتاج أي شخص أقل من 18 عامًا يسافر بمفرده إلى خطاب من أحد الوالدين أو الوصي يمنح الإذن بالسفر إلى كندا. [5] يجب أن يذكر الخطاب اسم المسافر ومدة الرحلة. [5]
يجب على الوالد المطلق الذي لديه طفل أو يشارك في حضانته أن يحمل نسخة من وثيقة الحضانة. [5] يجب أن يحصل الشخص البالغ الذي ليس الوالد أو الوصي القانوني للطفل الذي يرافقه على إذن كتابي من الوالدين أو الأوصياء للإشراف على الطفل. [5] عند السفر في مجموعة من المركبات ، يجب أن يكون الآباء أو الأوصياء في نفس السيارة مع أطفالهم عند الوصول إلى الحدود. [5] يبحث موظفو وكالة خدمات الحدود الكندية (CBSA) عن الأطفال المفقودين وقد يستجوبون البالغين حول الأطفال الذين يسافرون معهم. [5]